# Hyttan
Hyttan – småort (miejscowość) w Szwecji, w regionie Dalarna, w gminie Avesta.